# Kévin Aymoz
Kévin Aymoz (* 1. August 1997 in Échirolles, Rhône-Alpes) ist ein französischer Eiskunstläufer, der im Einzellauf startet.

## Karriere
Aymoz wurde 2017 erstmals Französischer Meister und debütierte daraufhin bei den Europameisterschaften 2017. Bei seinem Debüt belegte er den 15. Platz.
Nachdem Aymoz im Jahr darauf auf nationaler Ebene Chafik Besseghier den Vortritt lassen musste, ging er 2019 erneut als französischer Meister zur Europameisterschaft. In Minsk zeigte sich Aymoz stark verbessert und verpasste eine Medaille als Vierter nur knapp.
Bei seinem darauffolgenden Weltmeisterschaftsdebüt belegte Aymoz den elften Platz.

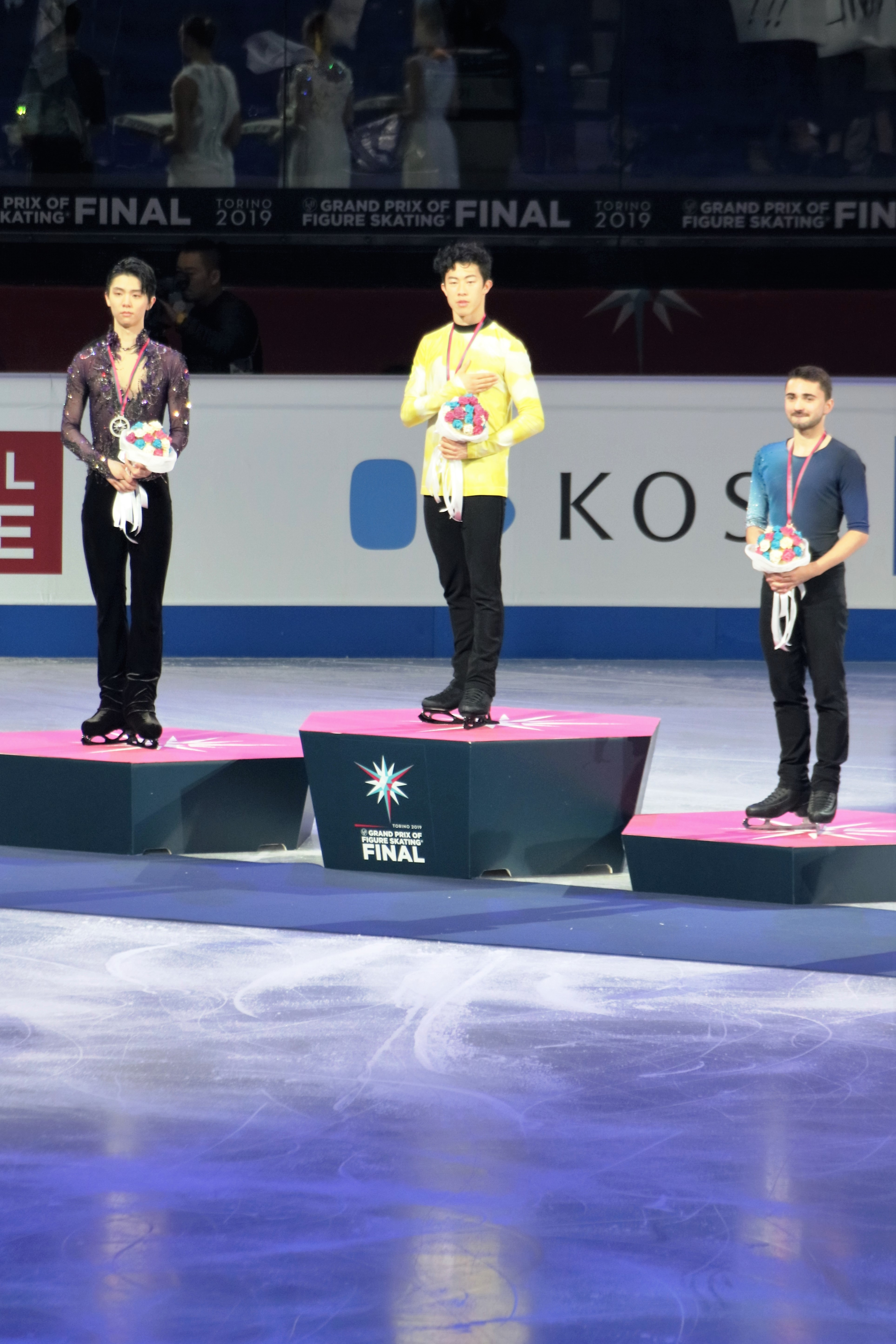
Kévin Aymoz (rechts) bei der Siegerehrung des Grand-Prix-Finales 2019 neben Nathan Chen (Mitte) und Yuzuru Hanyū (links)

In der Saison 2019/20 erreichte Aymoz erstmals das Podium bei Auftritten innerhalb der Grand-Prix-Serie. Beim GP von Frankreich errang er die Bronzemedaille und bei der NHK Trophy sogar die Silbermedaille. Er qualifizierte sich damit erstmals in seiner Karriere für das Grand-Prix-Finale, wo er mit Bronze überraschend seine erste Medaille beim Wettbewerb der besten sechs Eiskunstläufer der Grand-Prix-Saison gewann. Zuletzt war das für Frankreich Brian Joubert im Jahr 2006 gelungen.
In die Saison 2021/22 startete Aymoz verletzungsbedingt mit Problemen. Nach einer Pause von zwei Monaten konnte er erst ab Anfang September trainieren. Den Grand-Prix-Wettbewerb Skate America 2021 im Oktober musste er nach dem Kurzprogramm, in dem er bei allen drei Sprüngen stürzte, abbrechen. Bei den französischen Meisterschaften im Dezember konnte Aymoz seinen Titel als französischer Meister jedoch vor Adam Siao Him Fa verteidigen. Bei den Olympischen Spielen in Peking erreichte er im Kurzprogramm, in das er mit einem gut bewerteten vierfachen Toeloop in Kombination startete, den zehnten Platz. In der Kür wurde Aymoz nach einem Sturz bei seinem geplanten vierfachen Toeloop 15., obwohl er hohe Programmkomponenten erzielte. Im Gesamtergebnis wurde Aymoz bei seinen ersten Olympischen Spielen Zwölfter.
In der Saison 2022/23 erhielt Aymoz zwei Einladungen in die Grand-Prix-Serie. Beim Grand Prix Espoo gewann er die Bronzemedaille, musste sich aber von seinem zweiten Wettbewerb zurückziehen. Bei den französischen Meisterschaften wurde er Zweiter hinter Adam Siao Him Fa. Er erreichte sowohl bei den Europa- als auch bei den Weltmeisterschaften den 4. Platz.
Die Saison 2023/24 begann für Aymoz erfolgreich mit zwei Medaillen in der Grand-Prix-Serie, die ihm zum ersten Mal seit 2019 eine Qualifikation für das Finale einbrachten. Im Finale belegte er Platz 6. Bei den französischen Meisterschaften musste er das schlechtestes Ergebnis seiner Karriere hinnehmen. Nachdem er nach dem Kurzprogramm noch auf Platz 2 gelegen hatte, stürzte er in der Kür dreimal, zwei weitere seiner Elemente wurden als ungültig gewertet, und er erhielt einen weiteren Punktabzug wegen zu langer Unterbrechung des Programms. Er war Zehnter in der Kür und belegte damit insgesamt Platz 7. Der französische Eislaufverband entschied sich dennoch, ihm einen Startplatz bei den Europameisterschaften 2024 zuzuteilen. Dort erging es ihm jedoch ähnlich: Mit zwei ungültigen und zwei negativ bewerteten Elementen, darunter einem Sturz, wurde Aymoz Vorletzter und qualifizierte sich nicht für die Kür.

## Privates
Aymoz gab öffentlich seine sexuelle Orientierung bekannt und beteiligte sich als einer von sechs französischen Sportlern an der Dokumentation Faut qu'on parle.
Neben dem Eiskunstlauf trat Aymoz auch im Twirling an. Er ist der französische Meister des Jahres 2016.

## Ergebnisse
| Meisterschaft / Jahr           | 2017  | 2018  | 2019  | 2020  | 2021  | 2022  | 2023  | 2024  |
| ------------------------------ | ----- | ----- | ----- | ----- | ----- | ----- | ----- | ----- |
| Olympische Winterspiele        |       |       |       |       |       | 12.   |       |       |
| Weltmeisterschaften            |       |       | 11.   |       | 9.    | 11.   | 4.    |       |
| Europameisterschaften          | 15.   |       | 4.    |       |       | 7.    | 4.    | 31.   |
| Französische Meisterschaften   | 1.    | 2.    | 1.    | 1.    | 1.    | 1.    | 2.    | 7.    |
| Grand-Prix-Wettbewerb / Saison | 16/17 | 17/18 | 18/19 | 19/20 | 20/21 | 21/22 | 22/23 | 23/24 |
| Grand-Prix-Finale              |       |       |       | 3.    |       |       |       | 6.    |
| Grand Prix Espoo               |       |       |       |       |       |       | 3.    | 3.    |
| Internationaux de France       |       | 10.   | 5.    | 3.    |       | 9.    | Z     |       |
| NHK Trophy                     |       |       |       | 2.    |       |       |       |       |
| Skate America                  |       |       |       |       |       |       |       | 2.    |
| Skate Canada                   |       |       | 7.    |       |       |       |       |       |

## Galerie

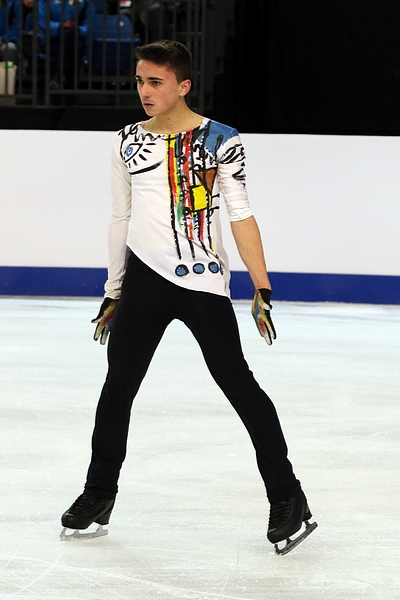
Junioren-WM 2016
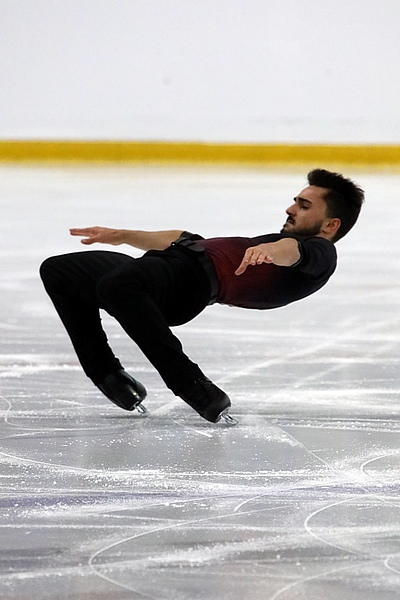
Autumn Classic 2018
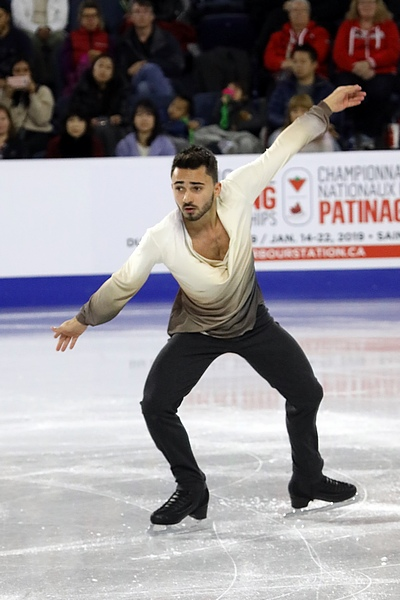
Skate Canada 2018
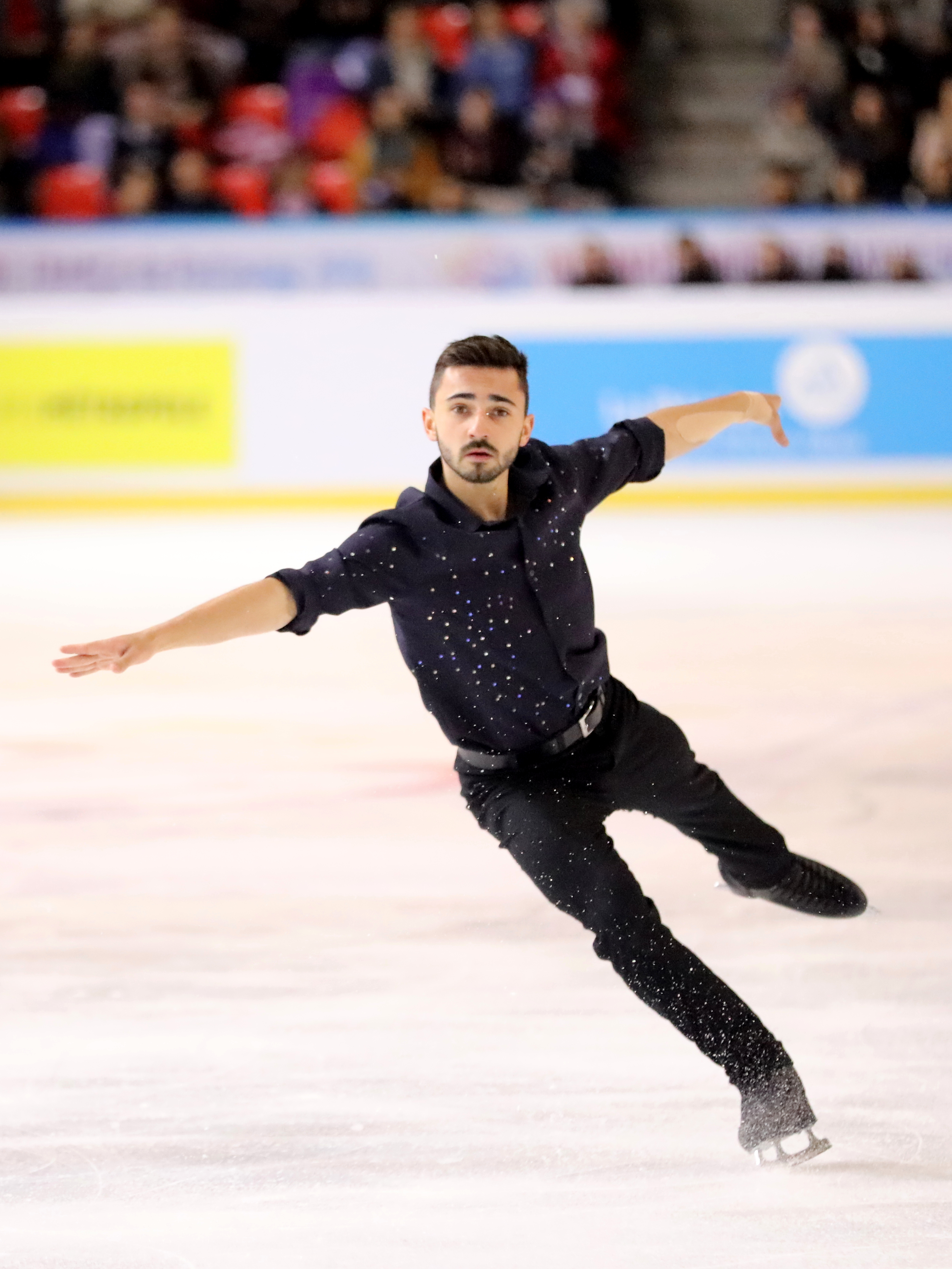
Internationaux de France 2019
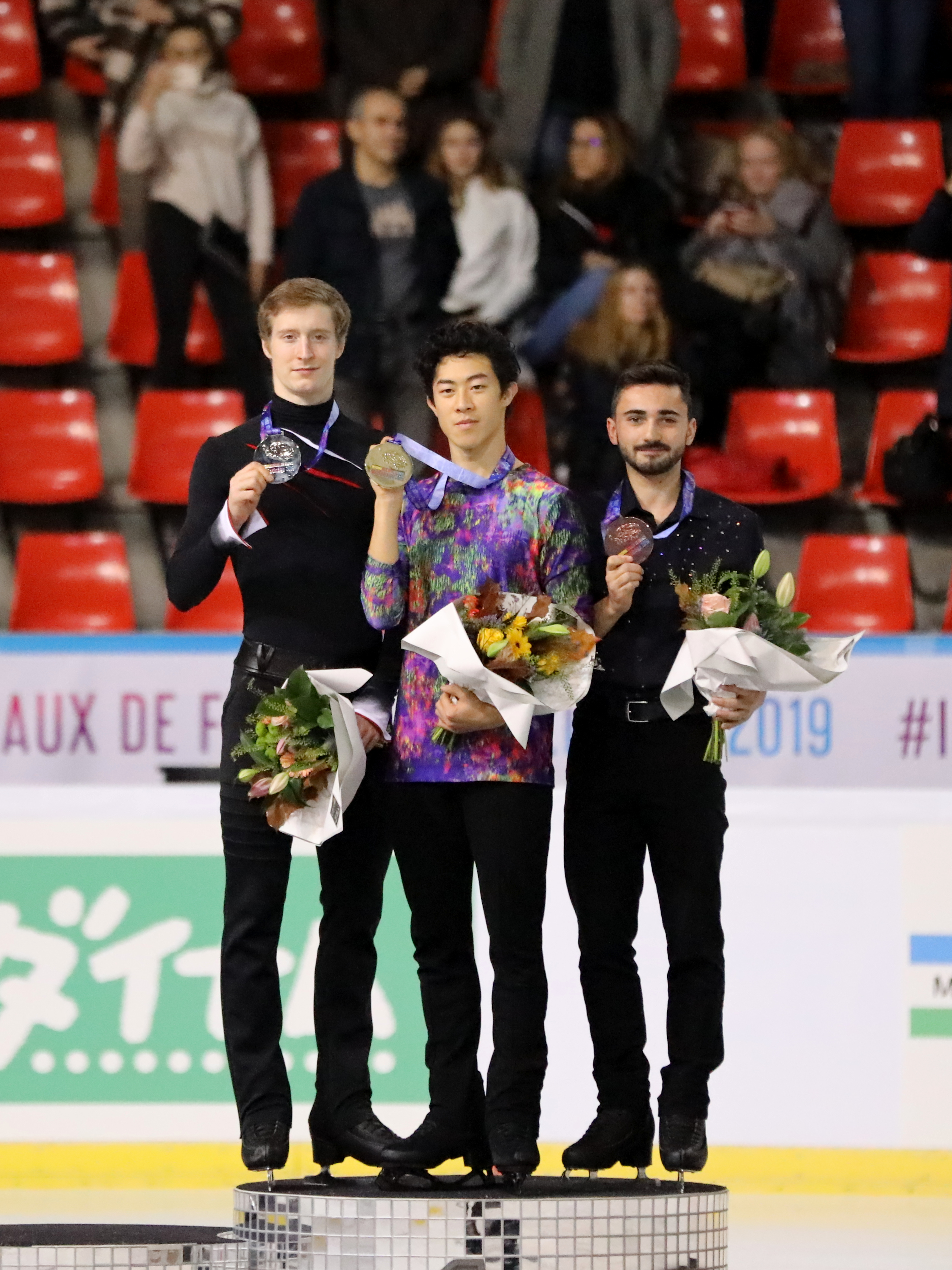
Podium beim Internationaux de France 2019